# 가와하라정
가와하라정(河原町)은 돗토리현 돗토리현에 있던 정이며 야즈군에 속했다. 오오쿠니누시의 아내 중 한 명이기도 한 야가미공주의 출신지로 알려졌으며 은어마을로도 알려져 있었다. 여기에서는 정으로 승격 전의 명칭인 가와하라 촌에 대해서도 기술한다.

## 지리
마을 중심지에서 지요강과 핫토강이 합류한다.

## 역사
- 1893년 12월 1일 - 야가미군 미호촌, 히사나가촌이 합병해 성립하였다.
- 1896년 3월 29일 - 가와하라촌의 소속군이 야즈군으로 변경되었다.
- 1926년 7월 1일 - 가와하라촌이 정으로 승격해 가와하라정이 되었다.
- 1955년 3월 28일 - 야가미촌·산키촌·구니에이촌·사이고촌과 합병해, 새로운 가와하라정이 성립하였다.
- 2004년 11월 1일 - 돗토리시에 편입되었다. 동일 가와하라정은 폐지되었다.

## 교통

### 도로
- 돗토리 자동차도
- 국도 53호선 (국도 373호선)과 중복)

### 철도
- 서일본 여객철도
  - 산인 본선